# 70 Oku no Hari
70 Oku no Hari (70億の針?), conocido en español como 7000 millones de agujas, es un manga escrito e ilustrado por Nobuaki Tadano. Se publicó entre abril de 2008 y marzo de 2010 en la revista Monthly Comic Flapper y fue compilada en 4 volúmenes. La obra está inspirada en la novela de ciencia ficción Needle, creada por Hal Clement en 1950. 
En España la serie fue licenciada por Milky Way Ediciones, que comenzó su publicación en agosto de 2016. En Norteamérica la serie fue publicada por Vertical.

## Argumento
La historia gira alrededor de Hikaru Takabe, una adolescente asocial que siempre está escuchando música a través de sus auriculares y que se ve envuelta en la búsqueda de un asesino intergaláctico que intenta destruir a la humanidad.

## Volúmenes
La serie ha sido compilada en un total de 4 volúmenes tankōbon.
| Volumen | Fecha de publicación en Japón | ISBN                   | Fecha de publicación en España | ISBN                   |
| ------- | ----------------------------- | ---------------------- | ------------------------------ | ---------------------- |
| 01      | 22 de noviembre de 2008       | ISBN 978-4-8401-2291-7 | 24 de agosto de 2016           | ISBN 978-84-945806-6-6 |
| 02      | 23 de abril de 2009           | ISBN 978-4-8401-2559-8 | 25 de octubre de 2016          | ISBN 978-84-946002-5-8 |
| 03      | 23 de octubre de 2009         | ISBN 978-4-8401-2924-4 | 19 de diciembre de 2016        | ISBN 978-84-16960-11-8 |
| 04      | 23 de marzo de 2010           | ISBN 978-4-8401-2993-0 | 27 de febrero de 2017          | ISBN 978-84-945806-6-6 |

## Recepción
La serie fue nominada en 2011 a los Premios Eisner como mejor adaptación de otro trabajo.